# Susanne Stähli
Susanne Stähli (* 31. Dezember 1959 in München) ist eine deutsche Malerin.

## Leben
Susanne Stähli wurde 1959 in München geboren. Von 1982 bis 1986 studierte sie Malerei an der FH für Kunst und Kunsttherapie, Ottersberg. 1989 erhielt sie den Förderpreis der Stadt Witten. Als ausgebildete Kunsttherapeutin arbeitet Stähli seit 2005 mit dem Ita Wegman Therapeutikum in Dortmund zusammen. 2006 war sie artist in residence der Universität Witten/Herdecke. Seit 2007 hat sie einen Lehrauftrag an der gleichen Universität. Susanne Stähli lebt und arbeitet in Witten.

## Werk
„Farbe ist für mich nicht das, was aus der Tube kommt. Dort ist sie Material und muss in ihren Qualitäten erst zur Erscheinung gebracht werden. Über mein Hinschauen, Abspüren und ,Abschmecken‘ jedes Farbtons entsteht langsam das, was man schließlich auf der Leinwand sieht. Es geht mir nicht darum meine Gestimmtheit, meine Subjektivität, meine Emotion auf der Leinwand zum Ausdruck zu  bringen, sondern darum, einer Farbe in ihrem weiten Spektrum zur Erscheinung zu verhelfen.“

Susanne Stähli beschäftigt sich seit Langem mit den unterschiedlichen Ausdruckswerten und den nuancenreichen Wahrnehmungsmöglichkeiten der Farben. Dies führte im Laufe der Zeit zu einer Reduzierung von Bildelementen wie Linie oder Form. Vor allem in ihren großformatigen Arbeiten wird ‚das in der Farbe stehen‘ dem Betrachter erlebbar. Die hohe Leuchtkraft ihrer Bilder erreicht sie durch lasurartiges Übereinanderschichten der Farbaufträge.

## Ausstellungen
- 1993 Galerie Bach, Bochum
- 1997 Galerie bo7, Bochum
- 2000 Stadtwerke Witten
- 2002 Kunstverein Hattingen im Alten Rathaus Hattingen
- 2005 Museum Ostwall, Dortmund
- 2007 Galerie Baumgarten im Morath-Institut, Freiburg
- 2009 Verein für Aktuelle Kunst, Oberhausen
- 2010 Clemens-Sels-Museum, Neuss